# BTM (materiał wybuchowy)
BTM – materiał wybuchowy, mieszanina 55% tetrylu, 25% trotylu i 20% aluminium.